# Chica Umino
Chica Umino (羽海野 チカ, Umino Chika, (Adachi te Tokio, 30 augustus 1980) is het pseudoniem van een anonieme Japanse vrouwelijke mangaka, designer en illustratrice. Ze is vooral bekend voor de reeks Honey and Clover, waarvoor ze de Kodansha Manga Prijs won in 2003.

## Carrière
Chica Umino's pseudoniem is geïnspireerd door haar favoriete locatie: Umi no Chikaku no Youenchi (海の近くの遊園地, letterlijk vertaald: een pretpark aan zee). Dit is eveneens de titel van de dojinshi die ze tekende voor ze debuteerde. Ze houdt van Harry Potter en van anime van Hayao Miyazaki. Ze noemt zichzelf een otaku.
De publicatie van Umino's meest bekende werk, Honey and Clover, begon in 2000 in het manga magazine CUTiEcomic. De eerste veertien hoofdstukken van de reeks werden in dit magazine uitgegeven; later verhuisde de reeks naar Young YOU. Na het faillissement van Young YOU in 2005 nam het magazine Chorus de reeks over. De serie liep tot in juli 2006 en kent 64 hoofdstukken. De reeks werd omgezet tot een anime door J.C.Staff.
Umino's meest recente werk is March Comes in Like a Lion (3月のライオン, Sangatsu no Raion). Het werk wordt uitgegeven in het seinen mahazine Young Animal. Umino won in 2009 de Manga Taishō prijs voor deze reeks. In 2014 won ze er de Tezuka Osamu Cultuurprijs voor.
In 2009 ontwierp Umino de personages voor de anime Eden of the East van regisseur Kenji Kamiyama. Ook illustreerde ze Tobira o Akete en de Glass Heart serie, waaronder Boukensha-tachi, Netsu no Shiro en Love Way.

## Oeuvre

### One-shots
- Sora no Kotori
- Hoshi no Opera

### Reeksen
- Honey and Clover
- March Comes in Like a Lion

### Boeken
- Honey and Clover: Official fan book vol.0
- Honey and Clover Illustrations

### Personage design
- Eden of the East